# Hepburn Island
Hepburn Island är en ö i Kanada.   Den ligger i territoriet Nunavut, i den centrala delen av landet, 3 200 km nordväst om huvudstaden Ottawa. Arean är 20,3 kvadratkilometer.
Terrängen på Hepburn Island är platt. Öns högsta punkt är 148 meter över havet. Den sträcker sig 8,1 kilometer i nord-sydlig riktning, och 7,9 kilometer i öst-västlig riktning.